# Réservoir Dugout
 (octobre 2019).
Pour l’article homonyme, voir Dugout.
Le réservoir Dugout (en anglais : Dugout Reservoir) est un lac de barrage dans l'État américain de l'Utah. Il est situé à une altitude de 1 625 m dans le comté de San Juan et est protégé dans le Bears Ears National Monument.